# La Chapelle-sur-Chézy
La Chapelle-sur-Chézy är en kommun i departementet Aisne i regionen Hauts-de-France i norra Frankrike. Kommunen ligger  i kantonen Charly-sur-Marne som ligger i arrondissementet Château-Thierry. År 2022 hade La Chapelle-sur-Chézy 299 invånare.

## Befolkningsutveckling
Antalet invånare i kommunen La Chapelle-sur-Chézy
Referens: INSEE